# Jurij Ivanovics Kljucsnyikov
Jurij Ivanovics Kljucsnyikov (oroszul: Юрий Иванович Ключников; Szaratov, 1963. április 20. –) orosz nemzetközi labdarúgó-játékvezető.

## Pályafutása

### Labdarúgóként
1981−1996 között hátvédként több elsőosztályú csapatban (Сокол — Szaratov; Спартак — Moszkva; Ростов; Источник). 1989−1993 között a finn Kajaanin Haka egyesület futballistája.

### Nemzeti játékvezetés
Játékvezetésből 1995-ben vizsgázott, 2000-ben lett az I. Liga játékvezetője. Az aktív nemzeti játékvezetéstől 2008-ban vonult vissza.

### Nemzetközi játékvezetés
Az Orosz labdarúgó-szövetség Játékvezető Bizottsága (JB) terjesztette fel nemzetközi játékvezetőnek, a Nemzetközi Labdarúgó-szövetség (FIFA) 2001-től tartotta nyilván bírói keretében. Több nemzetek közötti válogatott és klubmérkőzést vezetett. Az aktív nemzetközi játékvezetéstől 2002-ben búcsúzott. Válogatott mérkőzéseinek száma: 1.

## Magyar vonatkozás
| Időpont            | Helyszín                      | Mérkőzés típusa              | Mérkőzés               | Eredmény | Nézők száma |
| ------------------ | ----------------------------- | ---------------------------- | ---------------------- | -------- | ----------- |
| 2001. november 14. | Megyeri úti Stadion, Budapest | felkészülési (758. mérkőzés) | Magyarország–Macedónia | 5 – 0    | 12 000      |